# Messor capitatus
Messor capitatus (лат.) — вид муравьёв-жнецов из трибы Stenammini, подсемейства Мирмицины.

## Описание
Мелкие муравьи-жнецы. От близких видов отличается следующими признаками: проподеум угловатый в профиль; основная окраска всех каст чёрная. У некоторых крупных рабочих (солдат) проподеум с небольшими шипиками. Стебелёк между грудкой и брюшком состоит из двух члеников: петиолюса и постпетиолюса (последний четко отделен от брюшка), жало развито, куколки голые (без кокона). Собирают семена растений. Западная Палеарктика, включая южную Европу и Северную Африку (Алжир).

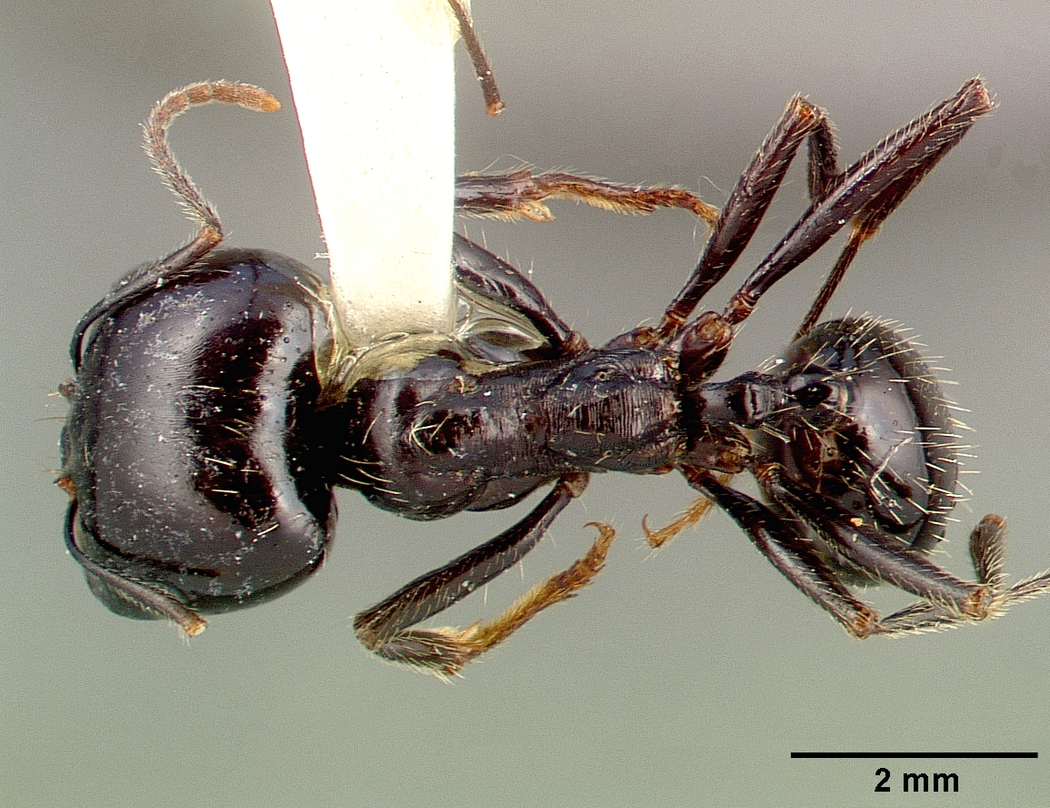
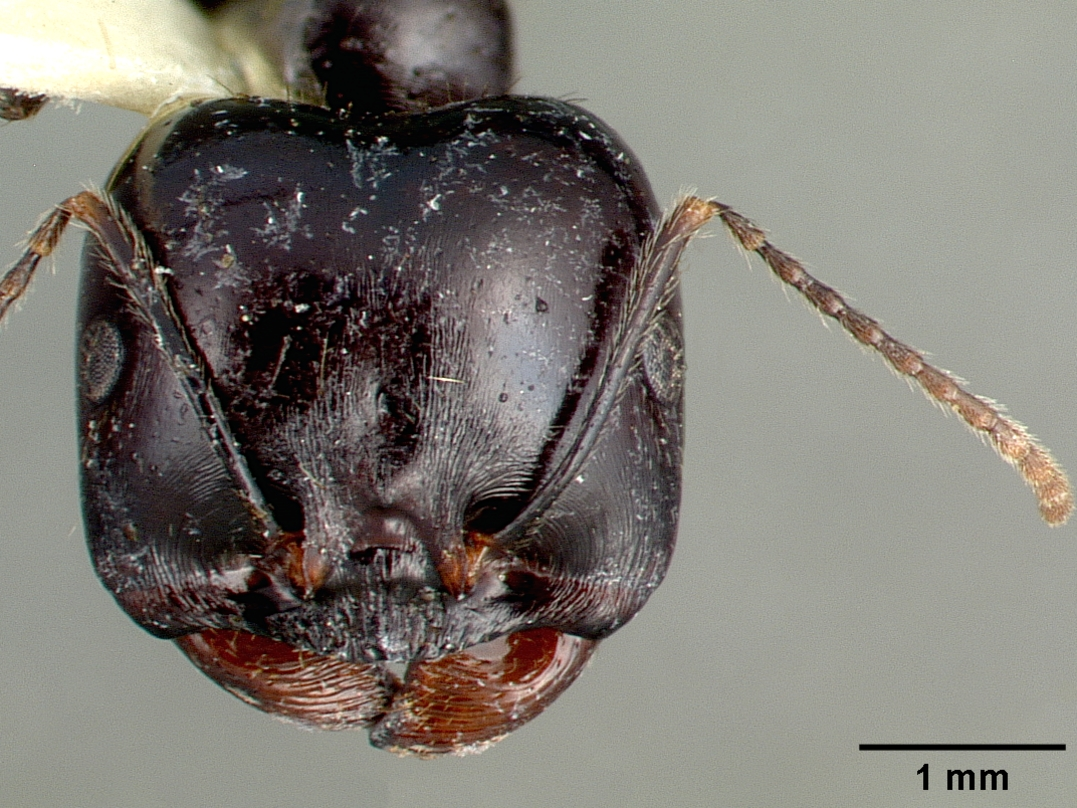

## Подвиды
- Messor capitatus nigricans Santschi, 1929